# ВЕС Lotnisko
ВЕС Lotnisko — вітрова електростанція у Польщі в Поморському воєводстві.
Майданчик для станції обрали біля села Kopaniewo, трохи більше ніж за 10 км на південь від балтійського узбережжя. У 2014-му тут розпочали будівельні роботи, а наступного року ввели в експлуатацію 30 вітрових турбін французької компанії Alstom типу ECO 110 із одиничною потужністю 3 МВт. Діаметр їх ротора 110 метрів, висота башти — 90 метрів.